# Bunaeopsis hersilioides
Bunaeopsis hersilioides är en fjärilsart som beskrevs av Fleury. 1924. Bunaeopsis hersilioides ingår i släktet Bunaeopsis och familjen påfågelsspinnare. Inga underarter finns listade i Catalogue of Life.